# Les Cent-Acres
Les Cent-Acres település Franciaországban, Seine-Maritime megyében. Lakosainak száma 66 fő (2022. január 1.). Les Cent-Acres Sainte-Foy, Le Catelier, Muchedent, Notre-Dame-du-Parc, Saint-Crespin és Saint-Honoré községekkel határos.

## Népesség
A település népességének változása:
| Lakosok száma | 58   | 64   | 65   | 64   | 64   | 65   | 65   | 66   | 66   |
|               | 2013 | 2015 | 2016 | 2017 | 2018 | 2019 | 2020 | 2021 | 2022 |